# Carn Brea Castle

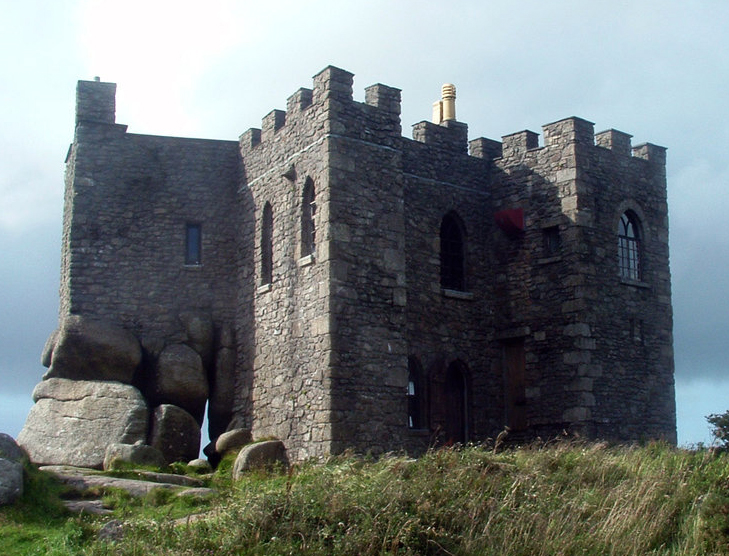
Südansicht von Carn Brea Castle 2009

Lage von Carn Brea Castle

Carn Brea Castle ist eine Burg in der Gemeinde Carn Brea in der englischen Grafschaft Cornwall. Das Granitgebäude wurde im 14. Jahrhundert als Kapelle erbaut und im 18. Jahrhundert als Jagdschlösschen im Stil einer Burg für die Familie Basset umgebaut. Das von English Heritage als historisches Gebäude II. Grades gelistete Bauwerk wird heute als Restaurant privat genutzt.

## Beschreibung
Die Burg ist eine kleine, steinerne Folly in romantisch-idealisierendem Stil einer mittelalterlichen oder gotischen Burg. Sie hat einen unregelmäßigen Grundriss mit vier rechteckigen Türmchen um einen gleich hohen Kern und eine mit Zinnen versehene Brüstung. Das Gebäude steht auf einem großen Felsvorsprung mit hinterem Steilabsturz. Es war als Jagdschlösschen und nicht für Wohnzwecke ausgelegt und ist 18 Meter × 3 Meter groß.

## Geschichte

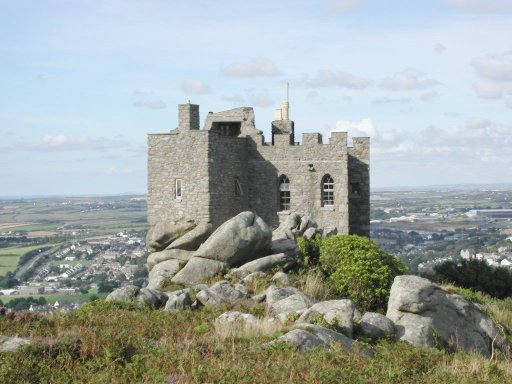
Westseite von Carn Brea Castle 1996

Die Burg wurde ursprünglich 1379 als Kapelle errichtet und soll dem Erzengel Michael geweiht worden sein. Seither wurde sie in verschiedenen Perioden umfassend umgebaut, besonders im 18. Jahrhundert im Auftrag der Familie Basset als Jagdschlösschen. Sie gilt als Folly-Burg wegen der großen Steinblöcke, aus denen ein Teil ihrer Fundamente gefertigt ist und die den Eindruck vermitteln, die Burg würde mit dem Untergrund verschmelzen.
Die Nutzung der Burg als Seezeichen wurde 1898 verzeichnet, als sie im Pachtvertrag festgelegt wurde, dass der Pächter sich dazu verpflichtete, ein Licht am Nordfenster anzubringen. Die Burg wurde in den 1950er-, 1960er- und 1970er-Jahren nicht genutzt und verfiel, bis sie in den Jahren 1975 bis 1980 privat renoviert wurde. 1975 wurde das Gebäude von English Heritage als historisches Gebäude II. Grades gelistet.
In den 1980er-Jahren wurde Carn Brea Castle in ein Restaurant mit orientalischer Küche umgebaut.

## In den Medien
Im 19. Jahrhundert wurde ein Handelsschiff der East India Company nach Carn Brea Castle benannt. Es ging 1829 vor der Isle of Wight unter und die Times berichtete, dass es in einen Verbrauchssteuerbetrug verwickelt war.
Der gestohlene Ford Anglia aus den Harry-Potter-Filmen wurde 2006 bei Carn Brea Castle gefunden.